# Acacia polyphylla
Acacia polyphylla är en ärtväxtart som beskrevs av Dc. Acacia polyphylla ingår i släktet akacior, och familjen ärtväxter. Inga underarter finns listade i Catalogue of Life.